# Meet Mr. Gordon
Meet Mr. Gordon est un album de cool jazz des saxophonistes américains Bob Gordon et Jack Montrose sorti en 1954.
L'album, sous-titré Bob Gordon plays the compositions and arrangements of Jack Montrose, est le seul album paru sous son nom en tant que leader, Bob Gordon étant mort prématurément dans un accident de voiture à 27 ans seulement,,.

## Historique

### Contexte
Jack Montrose et Bob Gordon étaient de très grands amis : « Leur relation d'esprit, d'instruments, d'êtres était si inextricable que la mort seule pouvait la briser. Ce fut le cas, un tragique dimanche d'août 1955, lorsque Bob rencontra l'éternité frontalement dans une automobile ».
Montrose avait une très haute opinion de Gordon : « L'union de Bob Gordon et du saxophone baryton a dû être décrétée au Ciel car jamais je n'ai vu un tel rapport entre les tendances naturelles d'un instrument de musique et l'esprit de l'homme qui l'utilise. Pour moi, Bob Gordon était plus qu'une simple inspiration ; il était mon autre moitié et, ensemble, nous avons formé un ensemble musical »,.
Bob Gordon était un formidable rival potentiel pour Gerry Mulligan, et même pour Serge Chaloff, et sa mort dans cet accident de voiture fut une sérieuse perte.

### Enregistrement, publication et réédition
L'album est enregistré les 6 et 27 mai 1954 à Hollywood, en Californie aux États-Unis.
Il sort en 1954 en disque vinyle long play (LP) sur le label Pacific Jazz Records sous la référence PJ LP-12,,,. Quatre des morceaux sortent la même année en format extended play (EP) sous la référence EP 4-18,.
La couverture de l'album est l'œuvre du photographe William Claxton.
L'album est réédité par Pacific Jazz en LP en 1997 puis en CD en 2003.

## Accueil critique
En 1954, la revue Billboard écrit dans sa rubrique Reviews and Ratings of New Popular Albums : « Ceux qui suivent les œuvres des jeunes musiciens de la Côte Ouest vont vivre une expérience musicale de premier ordre dans cette collection de compositions et d'arrangements de Jack Montrose joués par le Bob Gordon Quintet ». « Le contrepoint ludique et soigné du style propre et audacieux de Gordon se retrouve sur des originaux tels que Meet Mr. Gordon et For Sue ». « Comme d'autres albums de jazz l'ont fait récemment, cet album devrait lui aussi faire mouche auprès de nombreux collectionneurs de jazz moderne ».
Le site AllMusic attribue 4½ étoiles à l'album Meet Mr. Gordon. Le critique musical David Szatmary du site AllMusic estime que cet album est « un brillant témoignage du saxophoniste baryton qui a contribué à définir le son frais et rebondissant de la côte ouest ».

## Liste des morceaux
Comme l'indique le sous-titre de l'album (Bob Gordon plays the compositions and arrangements of Jack Montrose), les morceaux sont soit des compositions de Jack Montrose, soit des arrangements de standards réalisés par lui.
| No | Titre                         | Auteur                          | Durée |
| -- | ----------------------------- | ------------------------------- | ----- |
| 1. | Meet Mr. Gordon               | Jack Montrose                   | 2:37  |
| 2. | Modus Operandi                | Jack Montrose                   | 3:44  |
| 3. | What A Difference A Day Makes | María Grever - Stanley Adams    | 3:36  |
| 4. | Onion Bottom                  | Jack Montrose                   | 3:25  |
| 5. | Tea For Two                   | Vincent Youmans - Irving Caesar | 3:03  |
| 6. | Two Can Play                  | Jack Montrose                   | 2:28  |
| 7. | For Sue                       | Jack Montrose                   | 3:46  |
| 8. | Love Is Here To Stay          | George and Ira Gershwin         | 2:22  |

## Musiciens
- Bob Gordon : saxophone baryton
- Jack Montrose : saxophone ténor
- Paul Moer : piano
- Joe Mondragon : contrebasse
- Billy Schneider : batterie